# Курчанський лиман
Курчанський лиман — розміщений на правому березі Кубані, на схід од Темрюка. Живлення за рахунок вод Кубані, що надходять по Куліково-Курчанському опріснювальному каналу. Лиман має безпосередній зв'язок з Азовським морем через Соловйовське гирло.
Відноситься до Куліковської групи Центральної системи Кубанських лиманів
- Площа 55 км²
- Середня глибина 1,2 м
- Загальна мінералізація води становить 2,9-8,7 г/л.